# Josefa de Óbidos
Josefa de Ayala Figueira, conocida como Josefa de Óbidos (Sevilla, 1630 – Óbidos, Portugal, 22 de julio de 1684) fue una pintora y terrateniente luso-española que a través de su obra influenció el barroco portugués y llevó a España el gusto por el bodegón.

## Biografía
Josefa de Óbidos nació en Sevilla en 1630. Era hija del pintor portugués Baltazar Gomes Figueira y de la española Catalina de Ayala Camacho, familiar del también pintor Bernabé de Ayala. Fue la mayor de siete hermanos. Fue bautizada en la parroquia de San Vicente el 20 de febrero de 1630, siendo apadrinada por el pintor Francisco de Herrera el Viejo, en cuyo taller trabajaba su padre.

## Trayectoria
Cuando sus padres se fueron de Sevilla, de Óbidos se quedó con su padrino Herrera el Viejo aprendiendo en su taller hasta los 14 años, cuando se reencontró con su familia en Óbidos. Poco tiempo después ingresó en el convento de Santa Ana de Coímbra, donde conoció la obra mística de Santa Teresa de Jesús, a quien retrató en sus obras, en ocasiones en actitud sensual o mística, y reflejando siempre dos pecas junto a sus labios.
En 1653 abandonó el convento y regresó a su casa familiar. Ese mismo año recibió un encargo para diseñar varios grabados para una edición de los Estatutos de la Universidad de Coímbra. Su trayectoria artística consta de dos fases, una en la que prima la influencia española, con bodegones al estilo sevillano, y otra con expresiones naturalistas, escenas sacras e influencias del arte oriental que marcó la Pintura del Barroco portugués. Plasmó su arte en cuadros, esculturas, tapices y relicarios.
Tanto Josefa de Óbidos como su padre fueron influenciados por el estilo del pintor español Francisco de Zurbarán, inspirándose en obras del artista como el Agnus Dei.
En torno a 1661, consiguió su emancipación, una figura jurídica poco habitual para la época, que le permitió firmar contratos y realizar negocios y trasacciones sin autorización paterna o de un tutor. Es entonces cuando deja de realizar miniaturas para ejecutar obras de gran formato como retablos religiosos, ya que desde ese momento podía cobrar ella misma sus piezas y comprarse el material de pintura para elaborarlas. Obtuvo mucho prestigio e ingresos económicos gracias a los encargos de retablos que le llegaron de Extremadura.
Los adornos florales y la representación que hacía en sus retablos de vírgenes, santos y jesucristos, sin rasgos ni sentimientos y con caras redondas y sonrosadas de grandes ojos y pequeñas bocas, se alejaba de las tendencias estéticas mayoritarias de su época en España.
Siguió trabajando en el taller de su padre hasta el fallecimiento de este, en 1674, y firmaban juntos los bodegones, un tipo de pintura que ellos introdujeron en Portugal y les supuso un gran éxito económico, repartiéndose los gastos y beneficios a partes iguales. Renunció a la herencia de su progenitor en beneficio de sus hermanas y al taller familiar. Invirtió sus ganancias en la compra de fincas, tejidos y joyas.
Aprovechaba sus visitas a los conventos con motivos profesionales, para motivar a las monjas a que buscaran su autonomía económica a través de las manualidades y la pastelería.
Murió en Óbidos en 1684, a los 54 años. Fue enterrada en la iglesia de San Pedro de esta localidad. En su herencia indicó que sus bienes no fueran para ningún hombre, legándolos para la rama femenina de su familia.

## Galería

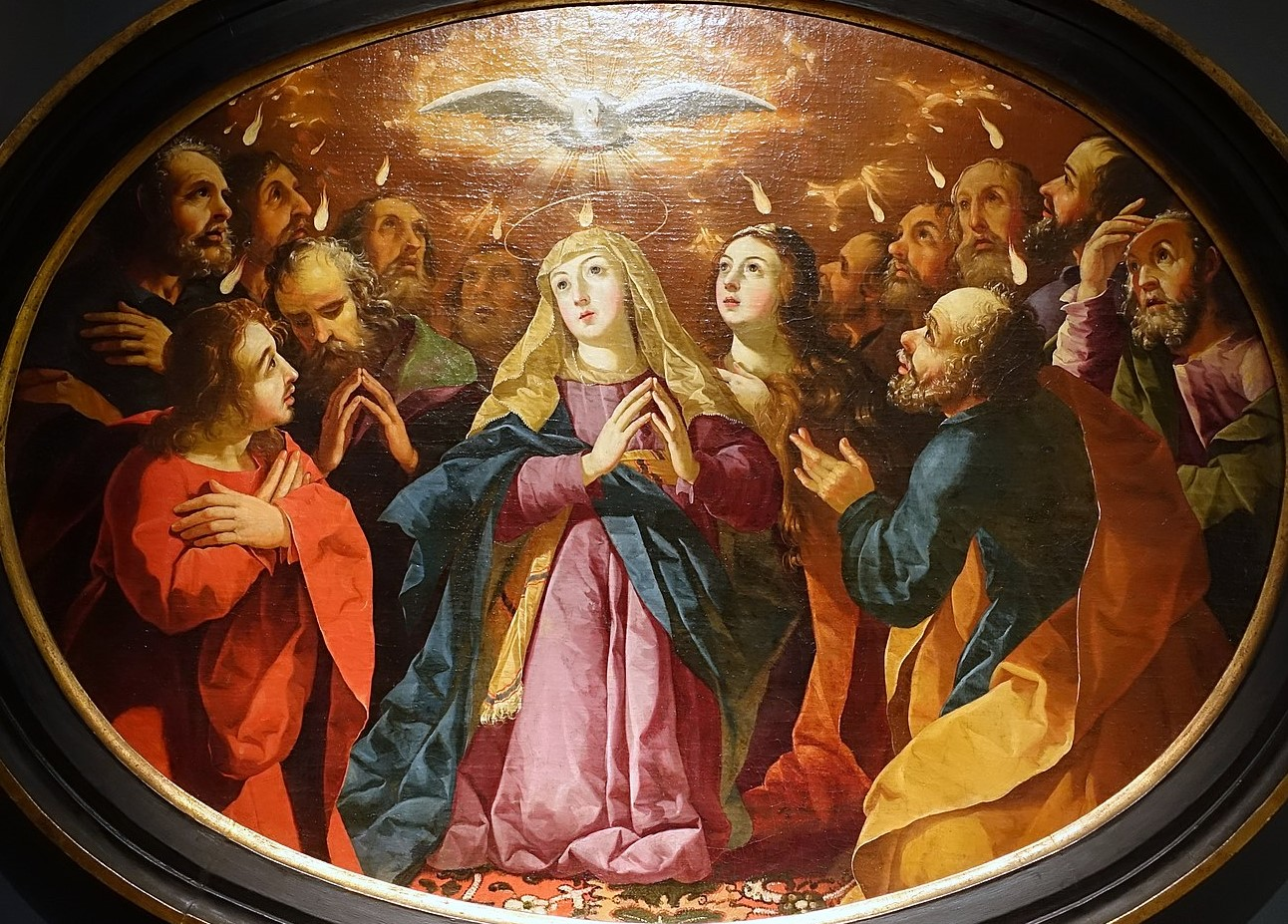
Pentecostés, pintura de c. 1660-1670 en el Museo Nacional de Machado de Castro
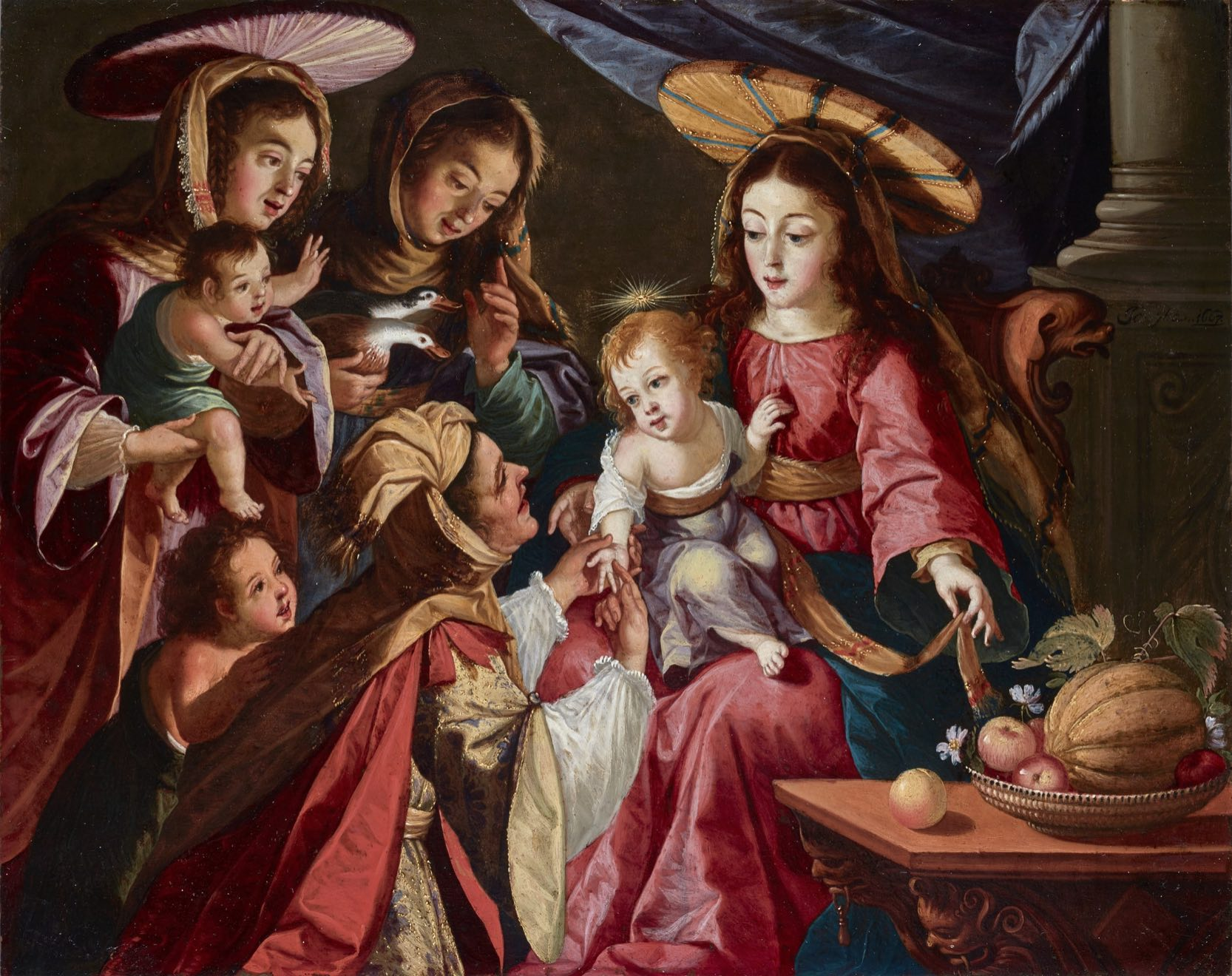
Leyendo la mano a Cristo Niño, Instituto de Artes de Detroit
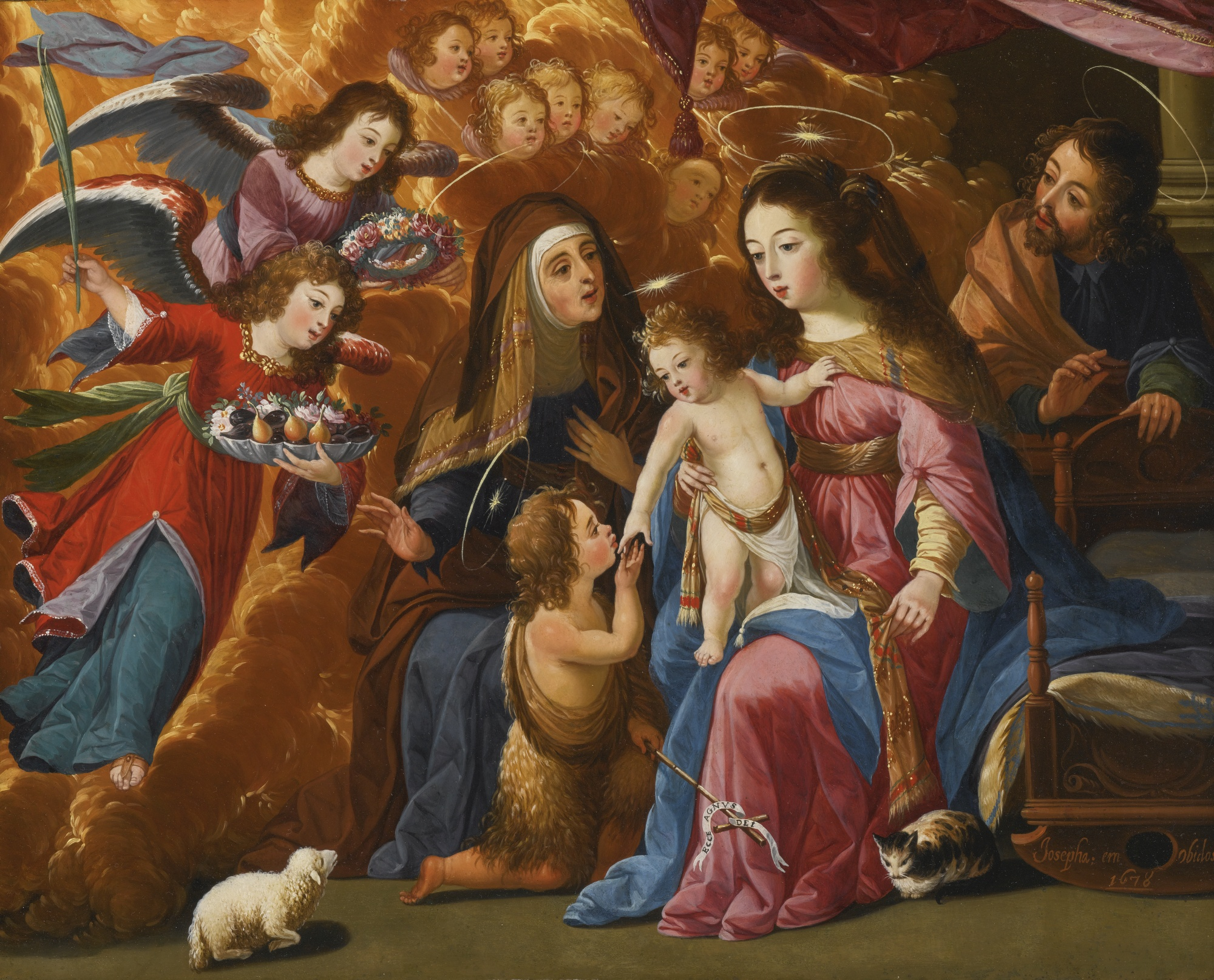
La Sagrada Familia con San Juan Bautista niño, Santa Isabel y ángeles, 1678, Museo de la Misericordia de Oporto
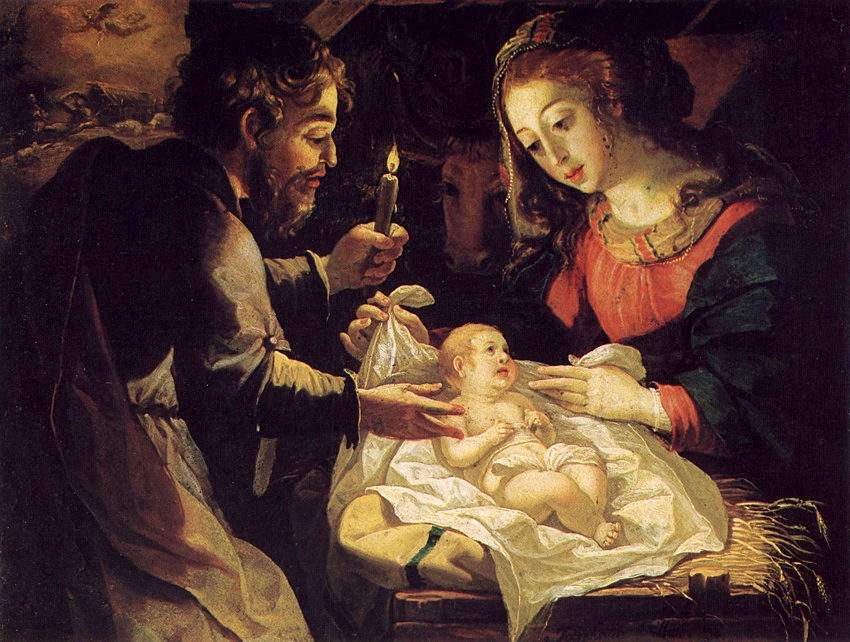
Natividad, años 1650
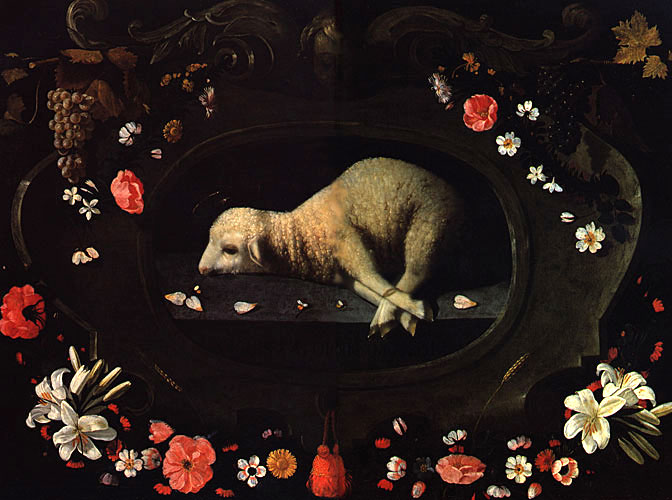
Cordero pascual, c. 1660-1670, óleo sobre lienzo (88 x 116 cm), Museo regional, Évora.
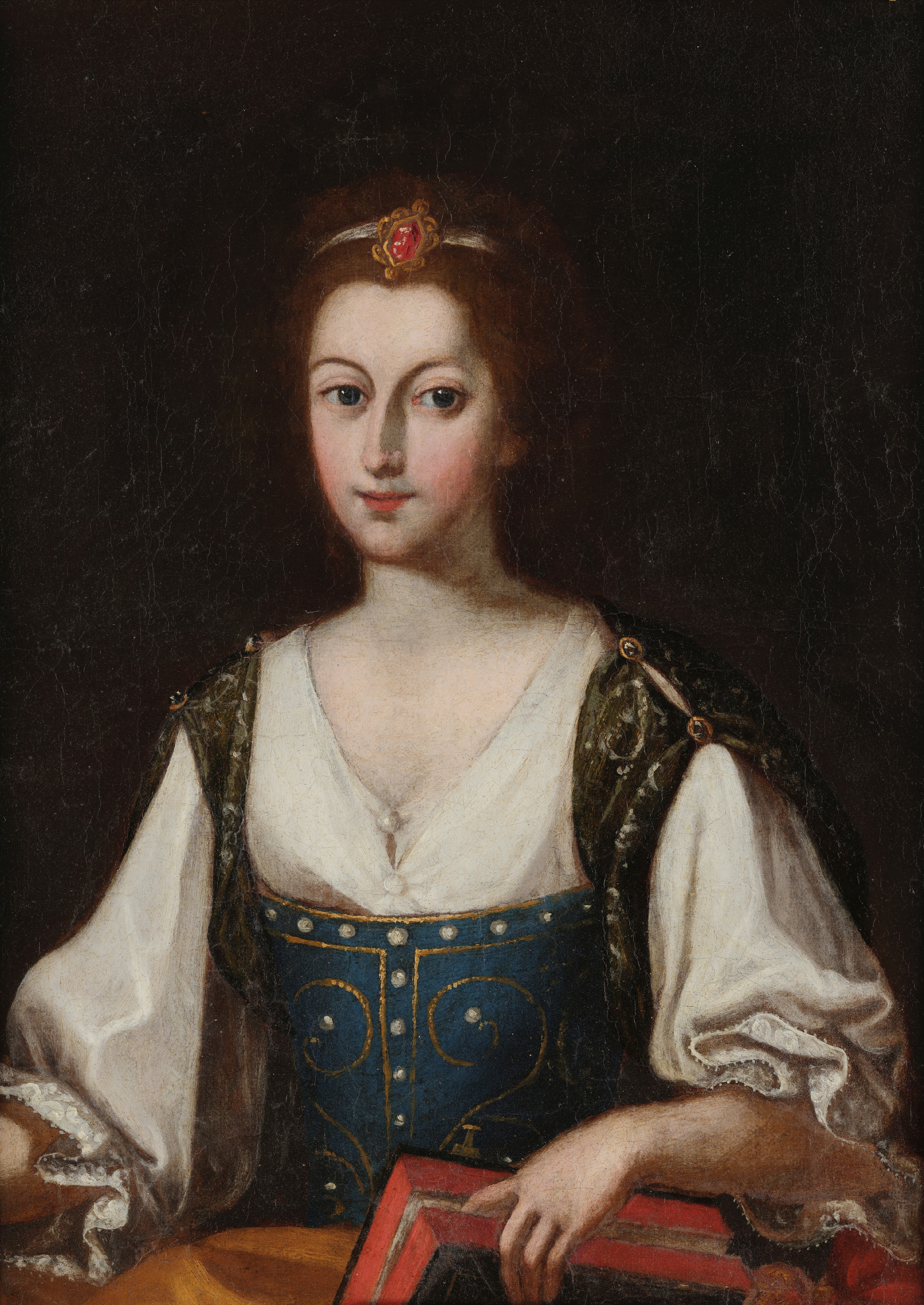
Isabel Luisa Josefa, c. 1689, Museo Nacional de los Coches
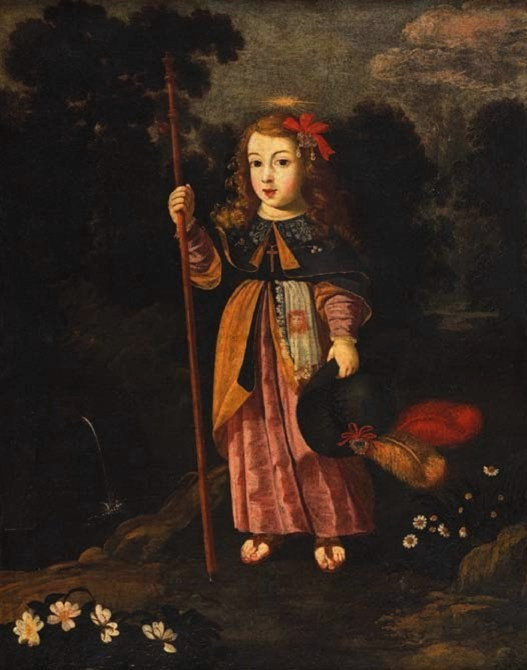
Niño Jesús Peregrino, siglo XVII, Museo Nacional de Arte Antiguo
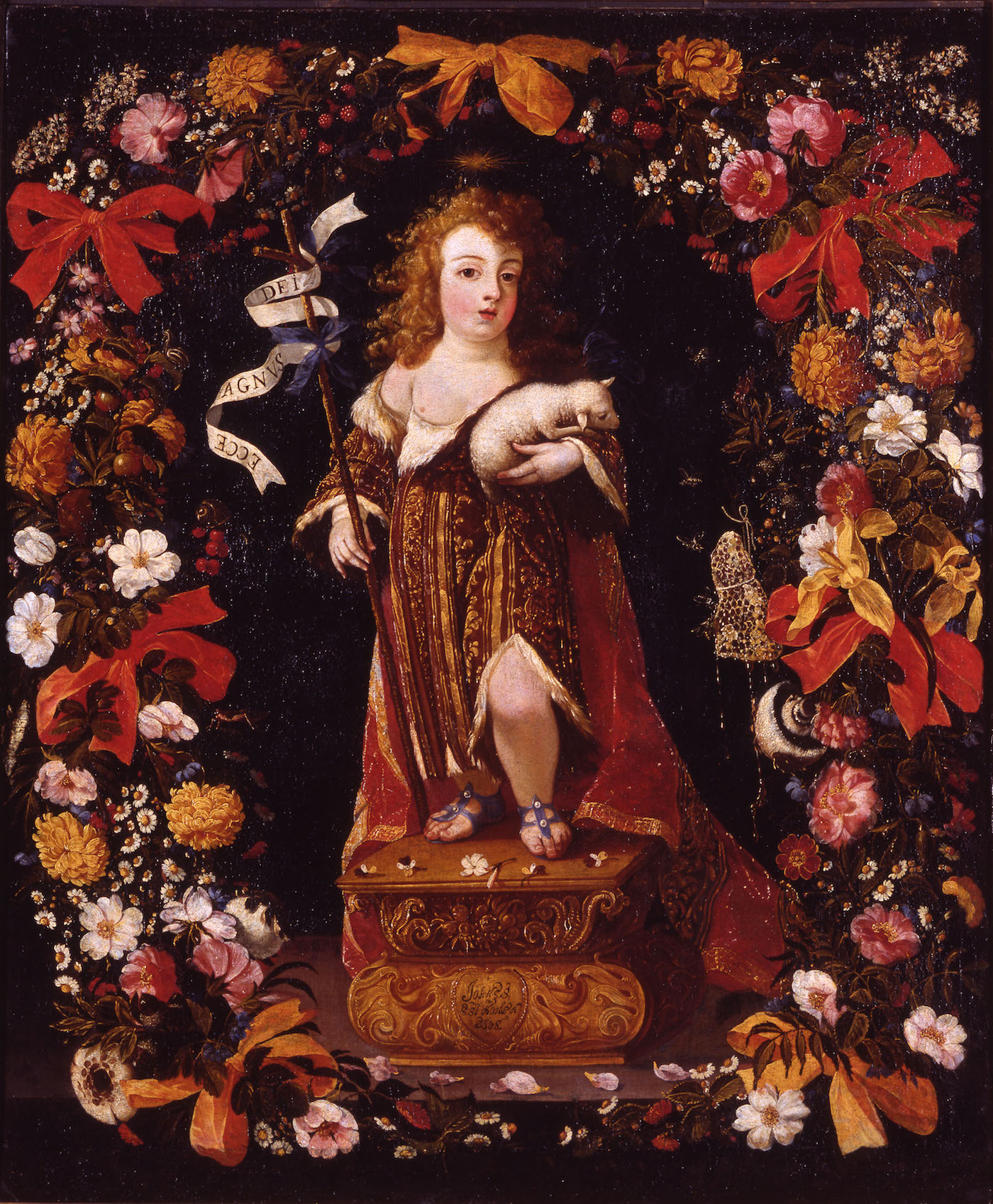
San Juan Bautista niño, c. 1670-1675
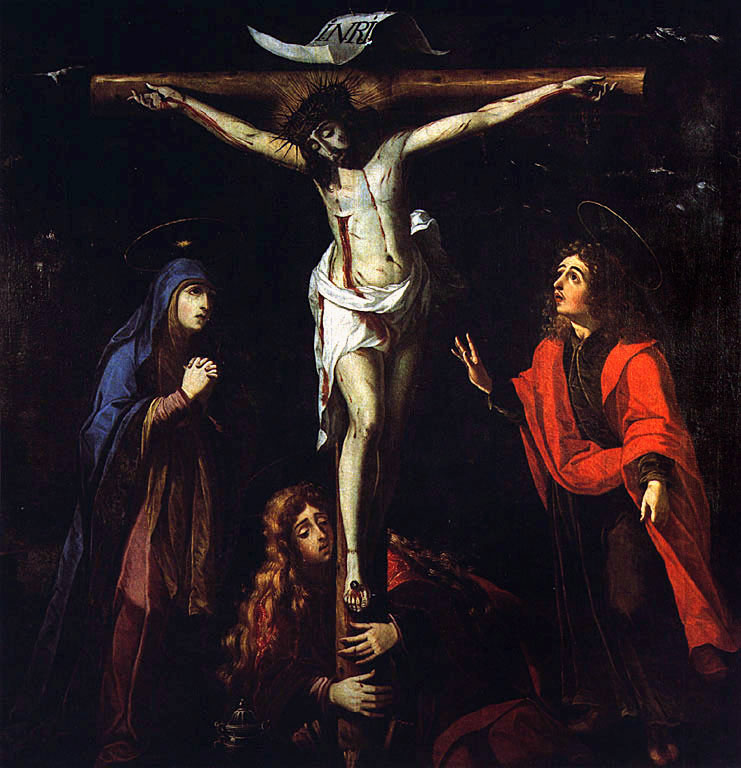
Calvario,  1679
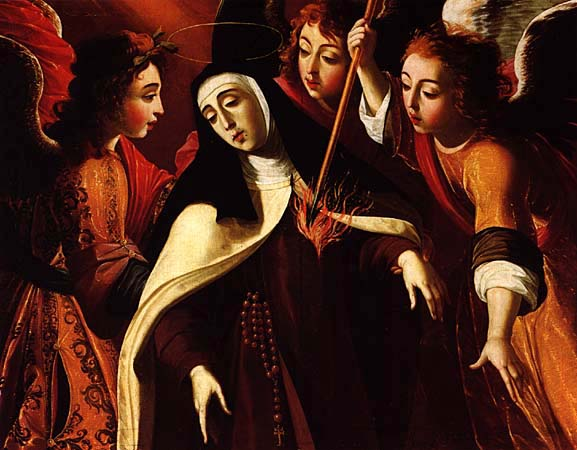
La transverberación de Santa Teresa, 1672, Cascais
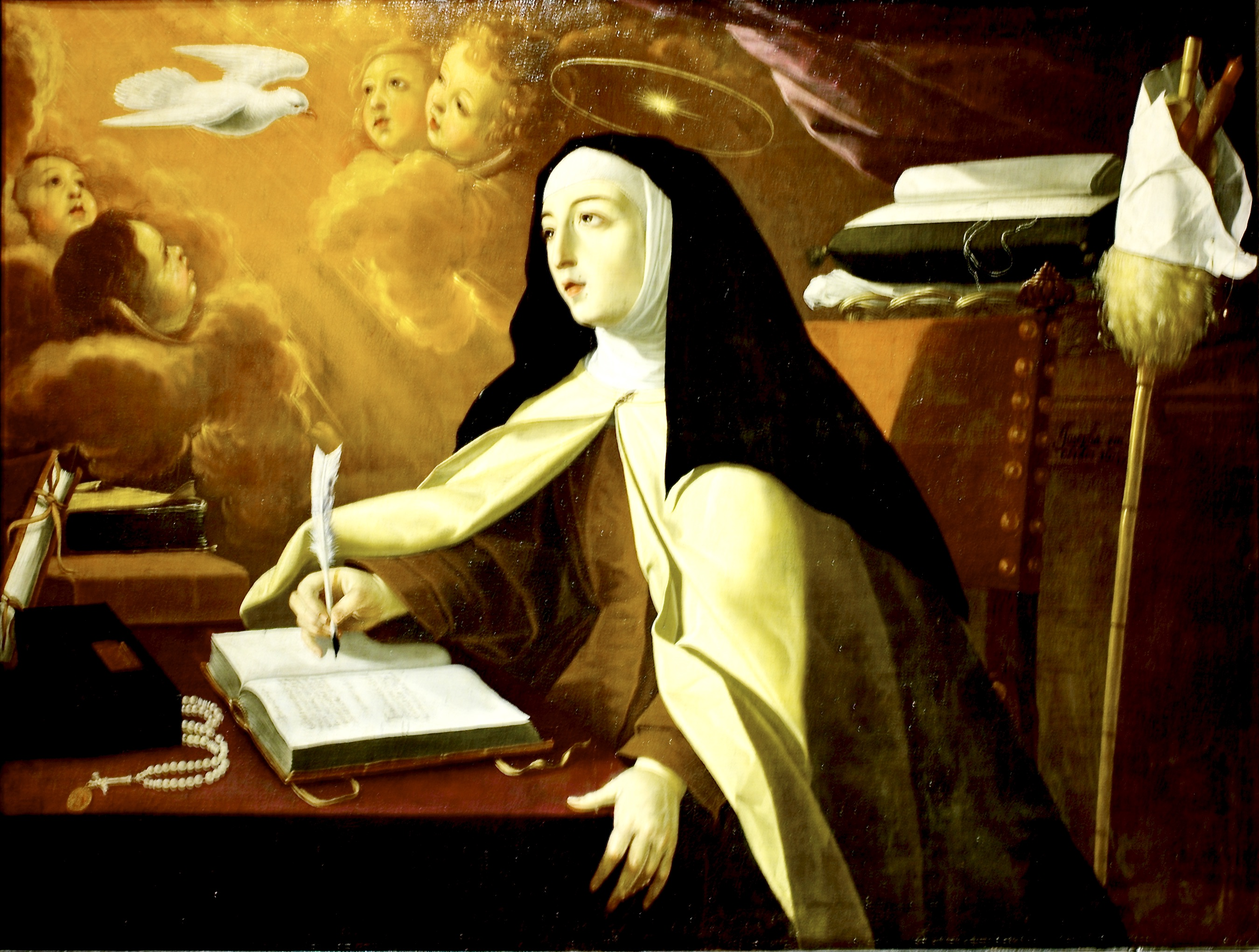
Santa Teresa de Ávila inspirada por el Espíritu Santo, Museu Nacional de Arte Antiga
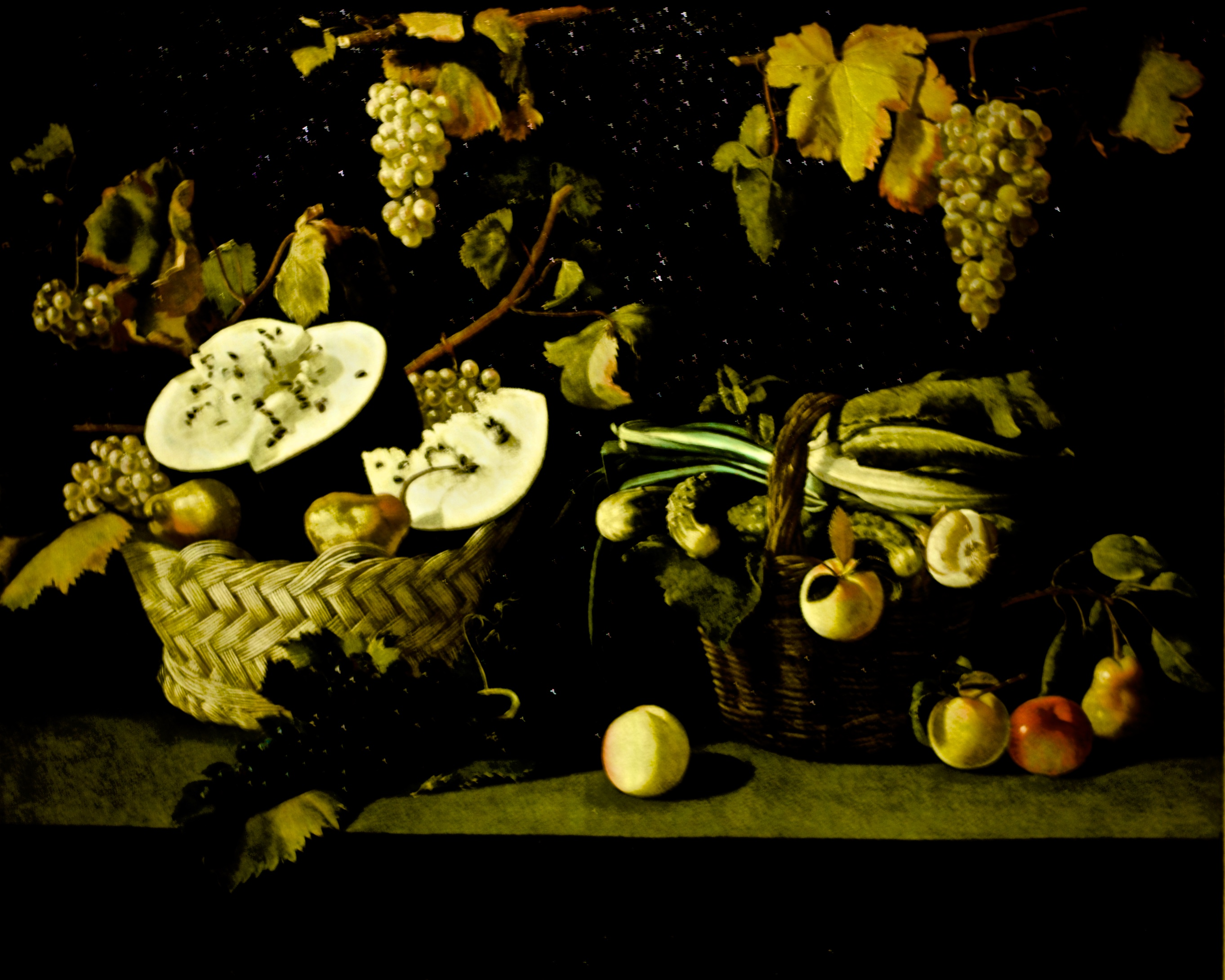
Bodegón con sandía y uvas, c. 1670
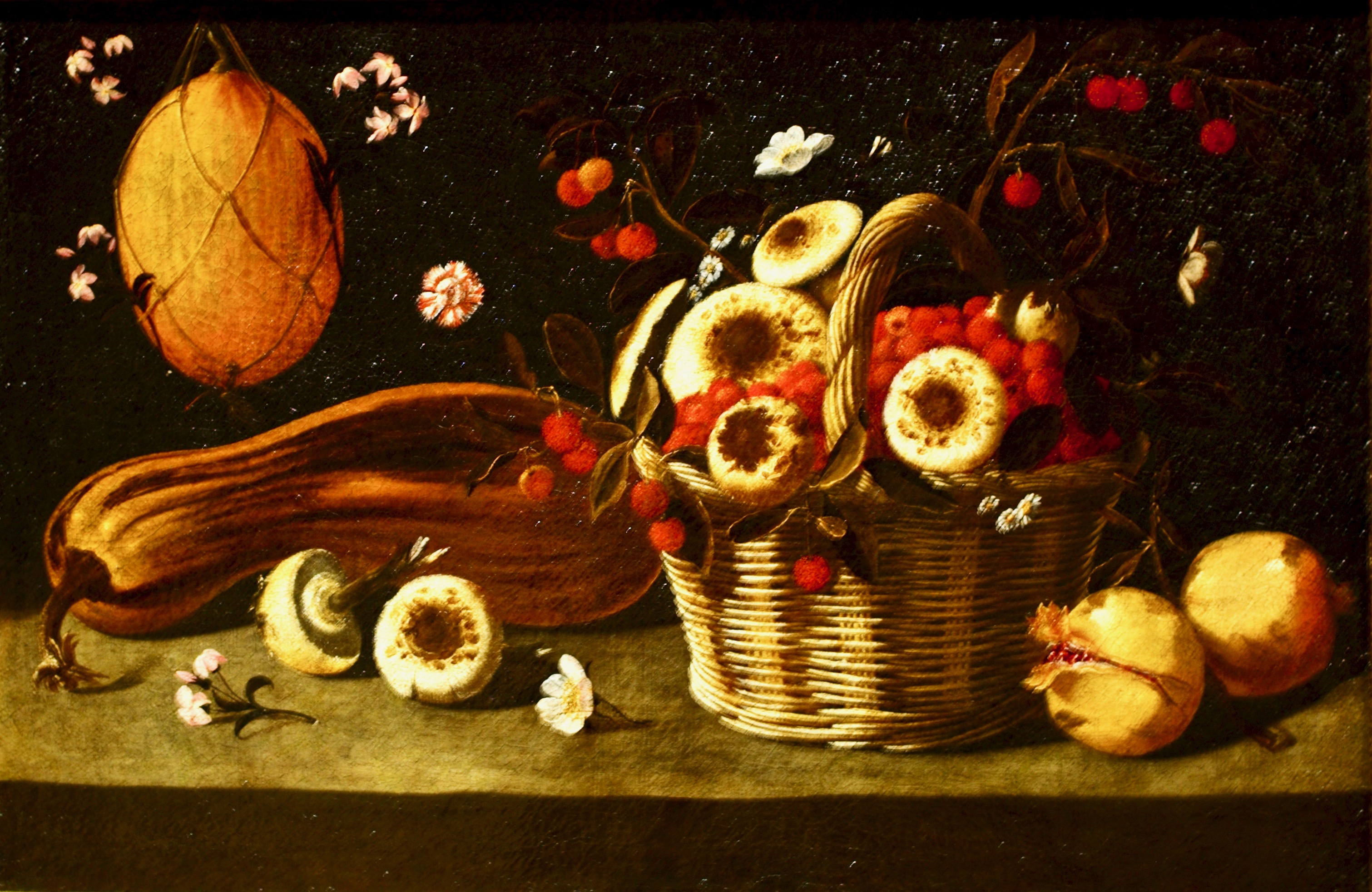
Bodegón con melón y setas en una cesta, c. 1660-1670
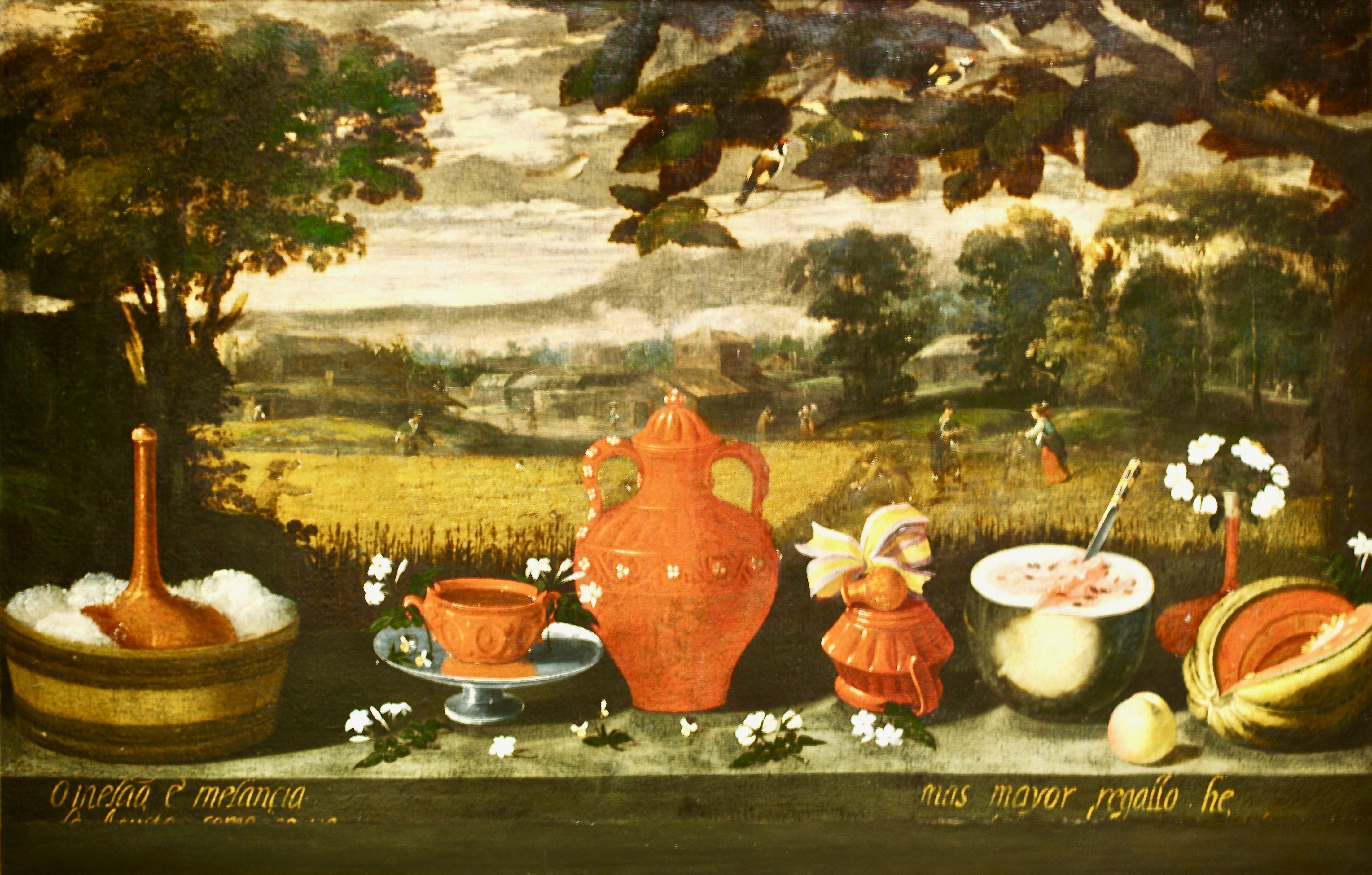
Junio, c. 1668
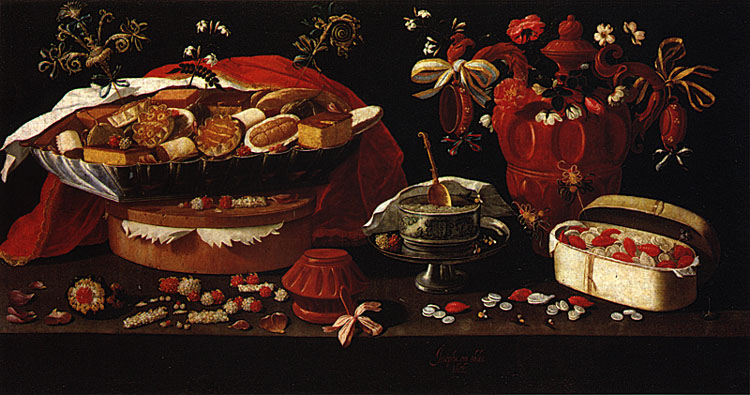
Naturaleza muerta con dulces y tarros de barro, hacia 1676
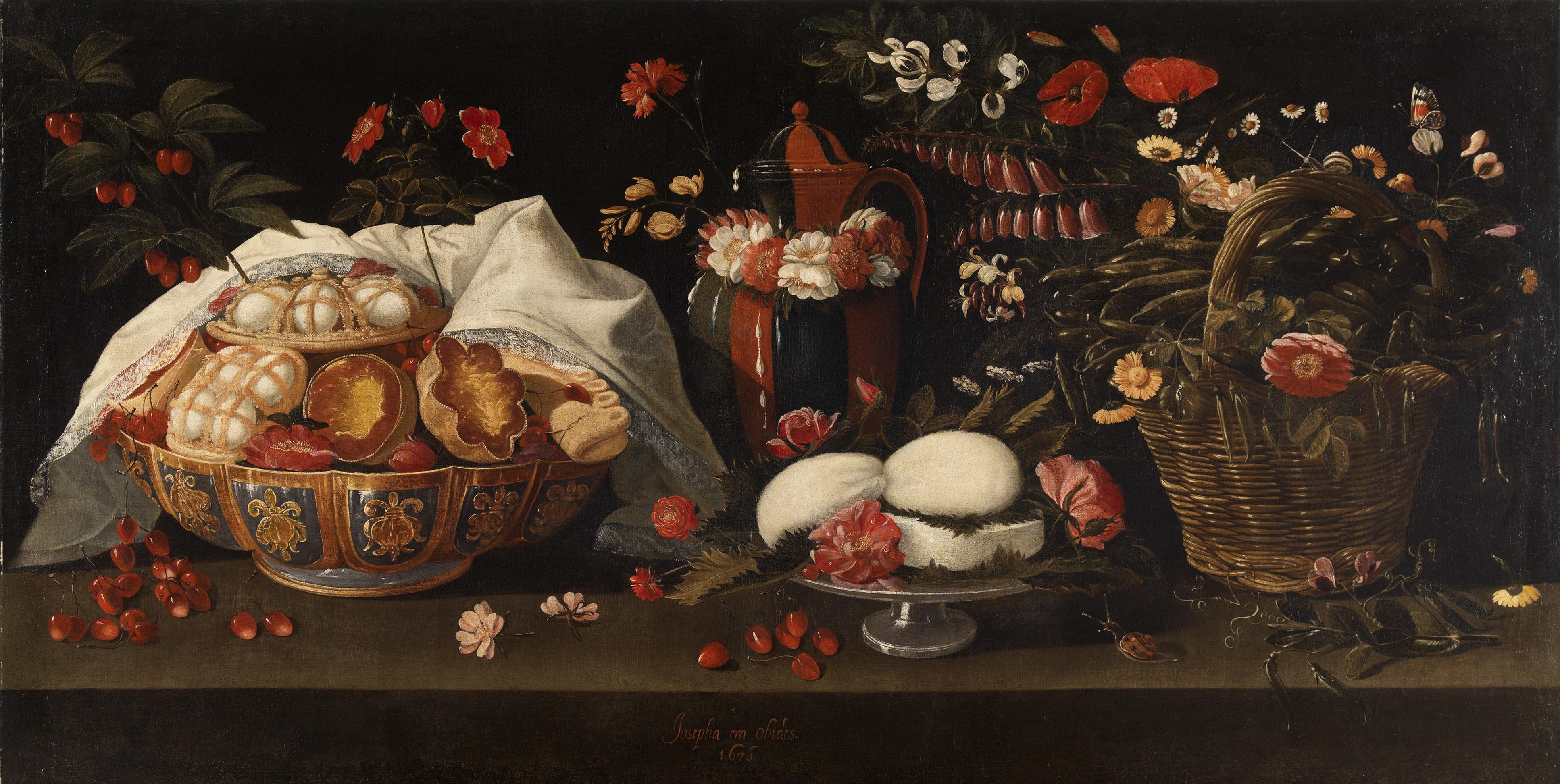
Naturaleza muerta con flores, dulces y cerezas, 1676, Museo Municipal de Santarém
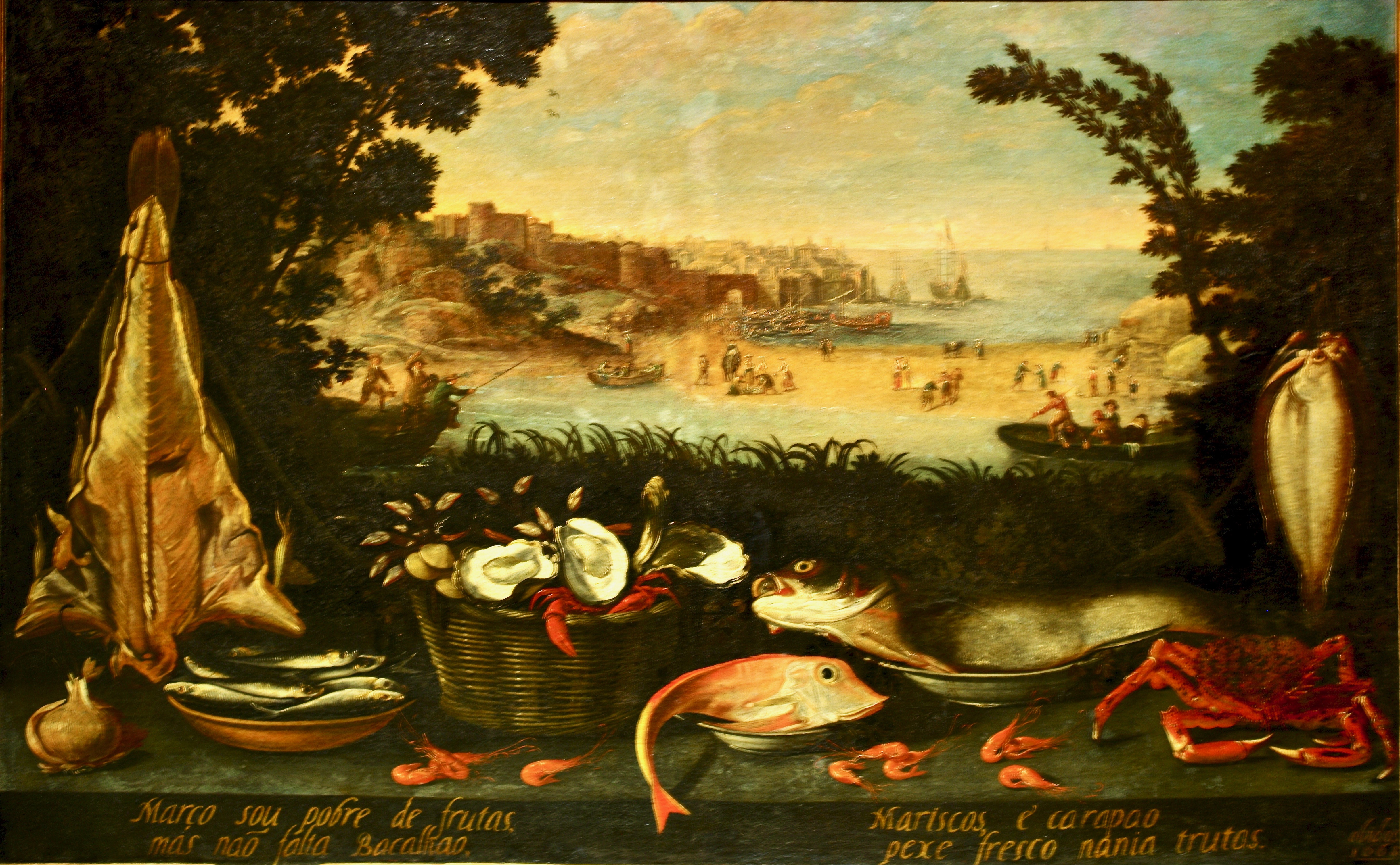
Marzo, 1668
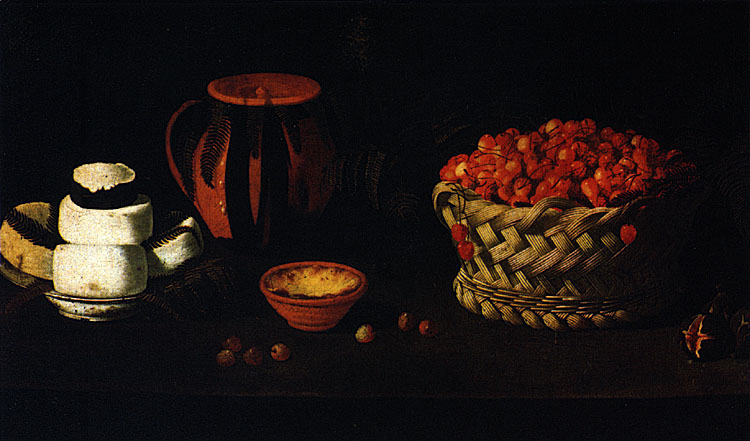
Bodegón con cesta de cerezas, queso y tarros de barro, años 1670